# Fort Lévis
 (décembre 2022).
Si vous disposez d'ouvrages ou d'articles de référence ou si vous connaissez des sites web de qualité traitant du thème abordé ici, merci de compléter l'article en donnant les références utiles à sa vérifiabilité et en les liant à la section « Notes et références ».
Fort Lévis est un fort français du XVIIIe siècle, construit sur l'Île-Royale ou Île à la cheminée sur le fleuve St-Laurent en Nouvelle-France. 
Lors de la guerre de Sept Ans, les autorités de la Nouvelle-France, décidèrent de construire un nouveau fort, le Fort Lévis, afin de défendre la rive sud du fleuve Saint-Laurent face aux attaques anglaises contre les positions défensives de la Nouvelle-France. 
La construction de ce fort visait à contenir les poussées ennemies et renforcer la défense française, mise à mal après l'abandon du Fort de La Présentation.
Le fort Lévis fut construit sur l'île Royale, située sur le Saint-Laurent et à cinq kilomètres du Fort de La Présentation.
Le fort fut nommé Lévis en l'honneur du Maréchal de camp, François Gaston de Lévis, devenu ensuite Maréchal de France.
En août 1760, le fort fut pris par les Anglais, commandé par l'officier Jeffery Amherst, lors de la Bataille des Mille-Îles. Il a été abandonné par les britanniques en 1766
Le fort fut reconstruit sous le nom de Fort William Augustus, mais en 1950, il fut partiellement détruit lors de l'aménagement de la Voie maritime du Saint-Laurent.
Les ruines submergées sont englouties près de la ville de Ogdensburg dans l'État de New York.

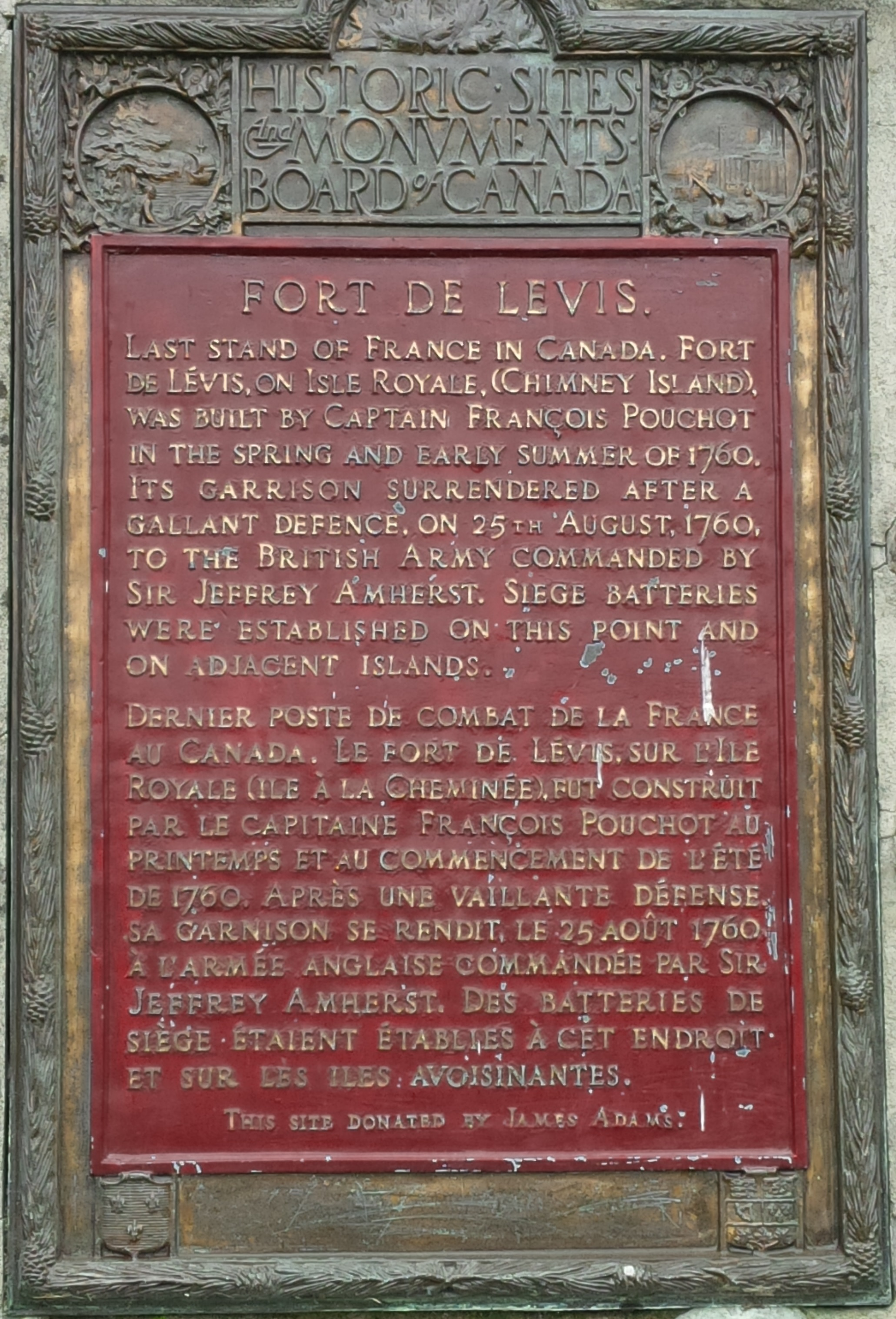
Plaque Fort de Lévis, située à 7 km à l'est de Prescott_(Ontario)